# Lucjan Żurowski
Lucjan Żurowski (ur. 19 maja 1897 w Troszczynie (obecna Ukraina), zm. 20 marca 1936 w Łodzi) – polski aktor teatralny i filmowy.

## Życiorys
Sztuki aktorskiej uczył się w Poznaniu. W latach 1926–1928 był członkiem zespołu Teatru im. Juliusza Słowackiego w Krakowie. W kolejnych latach występował we Lwowie (Teatry Miejskie, 1928-1929 oraz 1932-1934), Wilnie (Teatry Miejskie, 1929-1931), Warszawie (Teatr Ateneum, 1932-1932) oraz Łodzi (Teatry Miejskie, 1934-1936).

## Filmografia
- Huragan (1928) - adiutant Ignatowa
- Z dnia na dzień (1929)
- Pałac na kółkach (1932) - Cygan
- Księżna Łowicka (1928) - generał Aleksy Gendre